# Alliopsis parviceps
Alliopsis parviceps är en tvåvingeart som beskrevs av Huckett 1965. Alliopsis parviceps ingår i släktet Alliopsis och familjen blomsterflugor. Inga underarter finns listade i Catalogue of Life.